# Осиновка (Приморский край)

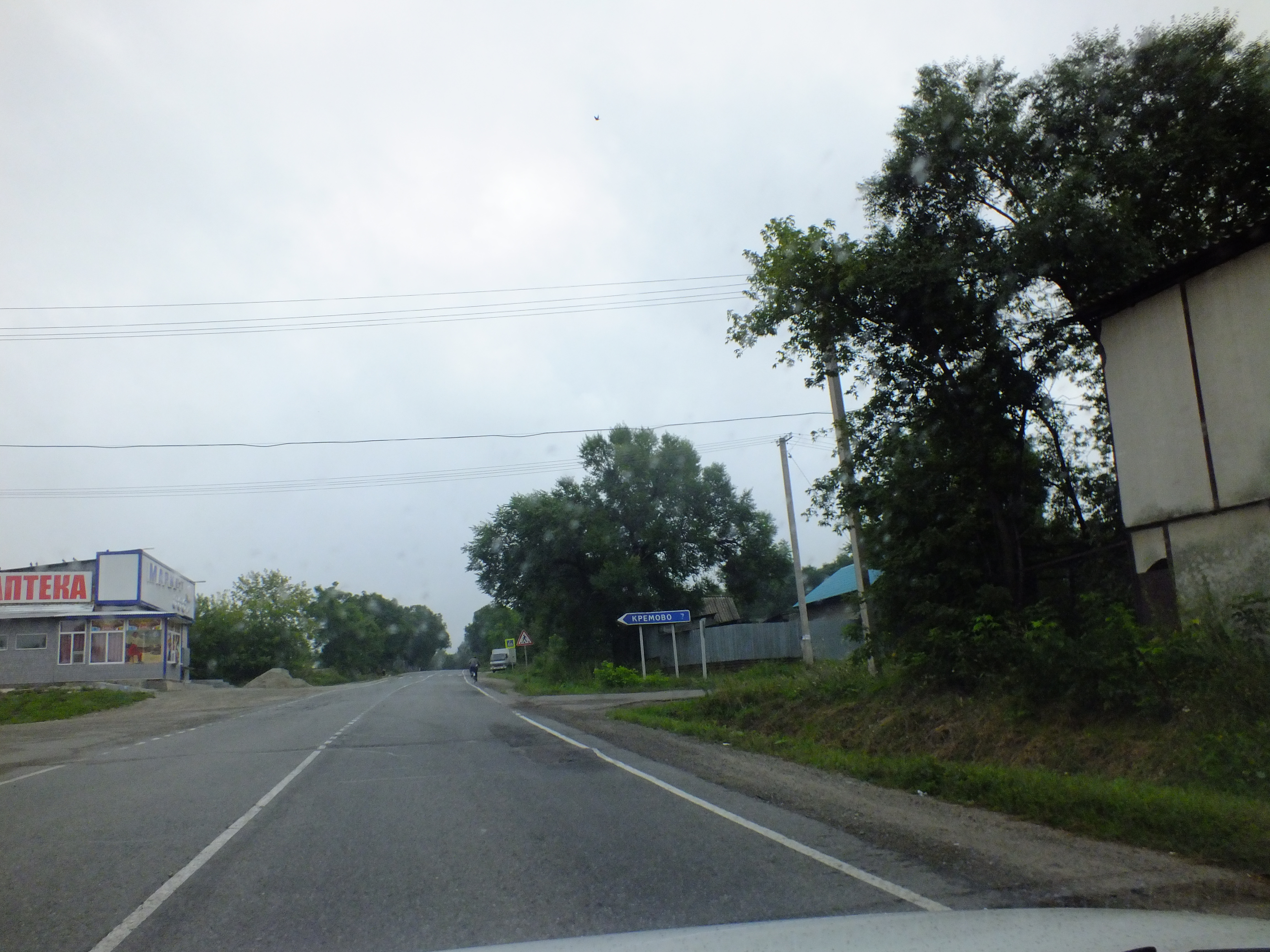
Село Осиновка, на перекрёстке улиц к селу Кремово.

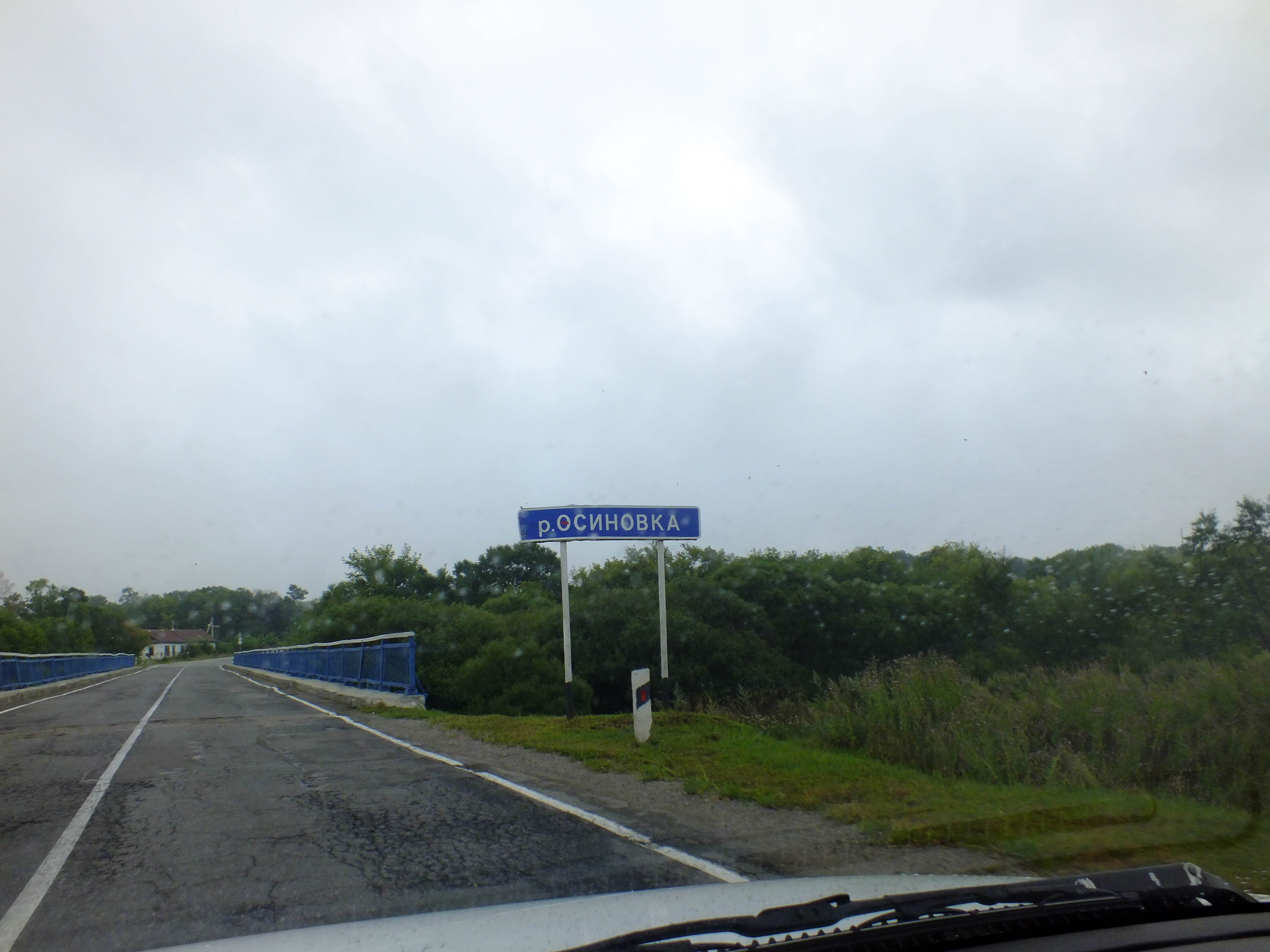
Мост через реку Осиновка, въезд в село со стороны автотрассы Хабаровск — Владивосток.

Оси́новка — село в Михайловском районе Приморского края, центр Осиновского сельского поселения, куда также входит село Даниловка.
Население — 1377 чел. (2021).

## География
Село расположено на трассе Осиновка — Рудная Пристань в 22 км к северо-востоку от Уссурийска и в 17 км восточнее районного центра Михайловка. От Осиновки на юг идёт дорога к Даниловке и далее на Раковку, на север — выход на трассу М60 (на Кремово).

## История
Впервые о селе Осиновка упоминается в 1879 году, но люди проживали на этой территории намного раньше. Здесь были обнаружены стоянки древних людей, которые жили 10-15 тысяч лет назад. Они умели делать орудия труда из речной гальки, на месте их стоянки были обнаружены примитивные ножи, скребки и другие предметы.
Селение Осиновка образовалось в 1888 году по указанию ходоков. До этого, с 1879 года, на этом месте было селение старообрядцев из 9 семей. С прибытием новоселов староверы выселились в тайгу за 90 вёрст и образовали село Петропавловку, не желая жить вместе с православными. Селение расположено по увалу и долине при реке Осиновке, у станции Ипполитовка Уссурийской железной дороги. В первый год поселились 50 семей, во второй — 100, и в третий — 100. Бытует мнение, что Осиновкой называлась малая родина переселенцев из Черниговской губернии, в честь которой и было названо село. Первое время поселенцы жили в землянках, первые дома протянулись вдоль реки Осиновка. По прибытии переселенцы сразу принимались за распашку земли. Различные хозяйственные принадлежности частью привозили с собой, а частью приобретали в городе Никольск-Уссурийском и у окрестных старожилов.
Основным занятием осиновцев было земледелие, развивалось пчеловодство. Первый улей был куплен в 1896 году, позднее в селе их было около 1500. Пасеки устраивали в лесу, условия развития для пчеловодства были благоприятными.
В 1890 году началось строительство храма. Первым настоятелем храма стал отец Григорий Ваулин. А в 1891 году, в ходе Восточного путешествия, Осиновку посетил Цесаревич, будущий Император Российский Николай Второй. Николай Александрович посетил храм и внёс на его нужды 200 рублей. На эти деньги был приобретён серебряный потир и другие предметы церковной утвари. Через десять лет, в 1901 году, в память посещения Осиновки Государем Императором Николаем Александровичем прихожане установили на храме новый колокол весом 54 пуда, употребив на него 500 рублей из церковных сумм и 600 рублей добровольных пожертвований. Был при храме и свой хор, создано Общество трезвости во имя святого Иоанна Предтечи. Избранный почетным членом Общества Приамурский генерал-губернатор Гродеков Н. И. с вниманием отнёсся к его пользе: помогал деньгами и снабжал книгами, из которых со временем образовалась сельская библиотека. Среди почётных членов Общества трезвости были также генералы Линевич, Субботич, Колюбакин, отец Иоанн Кронштадтский.
В 1903 году отец Григорий написал книгу по истории Свято-Троицкого Николаевского монастыря, равной которой, несмотря на обилие материала, не было. Но при советской власти место доброму пастырю отцу Григорию Ваулину нашлось только в ГУЛАГе, где он и погиб. Были в селе 2 школы: одна — министерская, где обучались 26 мальчиков и 17 девочек, а другая — церковно-приходская. Церковь и школу в Осиновке посещали и прихожане из села Даниловки.
До революции население занималось преимущественно сельским хозяйством. Большие ярмарки по несколько раз в год проводились в селе Осиновке, где шла торговля мукой, зерном, скотом и птицей. Основным центром переработки сельскохозяйственной продукции являлось село Осиновка, где имелись 2 паровых мельницы, 4 круподёрки, 3 маслобойки с сепараторами, принадлежавшими частным лицам.
В апреле 1928 года в Осиновке была основана земледельческая артель «Искра», которая объединила 20 бедняцких дворов. Артель имела 15 лошадей, 1 жатку и 85 десятин земли, ей был выделен трактор «Фордзон». Осенью 1929 года в артель вступили новые члены. По наряду были получены косилка и веялка.
1930 год — начало массовой коллективизации. В Осиновке началось движение за создание объединённой коммуны имени ВКП(б). 3 января 1930 года на открытом собрании коммунистов села было констатировано, что в результате слияния артелей имени Петровского, имени Парижской коммуны, коммуны «Червонный пантанёр», артели «Искра» была организована коммуна имени ВКП(б) в составе 49 хозяйств.
С организацией Ипполитовской машинно-тракторной станции в январе 1931 года усилилась техническая оснащённость. В колхоз входило уже 212 хозяйств, обработано и посеяно 3005 га. В 1932 году колхоз стал переходить на нормированную оплату труда. Повысилась активность колхозников. В колхозе была молочно-товарная ферма, свиноферма, овцеферма.
Перед Великой Отечественной войной колхоз имени ВКП(б) стал крупномеханизированным хозяйством. В течение всех военных лет правление колхоза занималось вопросами укрепления хозяйства, участвовало в создании фонда обороны. В октябре 1952 года колхоз имени ВКП(б) был переименован в совхоз имени КПСС .

## Население
| 1897  | 1900  | 1912  | 1915  | 1926  | 2002  | 2010  |
| ----- | ----- | ----- | ----- | ----- | ----- | ----- |
| 1220  | ↗1304 | ↗2047 | ↗2467 | ↗2881 | ↘1672 | ↘1491 |
| 2021  |       |       |       |       |       |       |
| ↘1377 |       |       |       |       |       |       |

## Инфраструктура
В селе расположена среднеобразовательная школа с примерно 245 учениками и 25 учителями, в которой также обучаются и дети с нескольких соседних сёл.